# Črna orhideja (film)
Črna orhideja je slovenski srednjemetražni vojni TV film iz leta 1990 in ekranizacija Črne orhideje, zadnje izmed štirih novel v knjigi Strah in pogum Edvarda Kocbeka.
Matjaž Klopčič je film posnel po dvajset let starem scenariju, ki ga je Andrej Hieng napisal za TV Beograd, ki svoje zamisli nikoli ni uresničila. Leta 1989 se je za scenarij ogrela TV Ljubljana.

### Zgodba
Dekle partizani obtožijo izdaje, zato mora umreti. Krivde ne sprejme, kazen pa. Komandant, ki jo mora ubiti, sprejme njeno krivdo, kazni pa nasprotuje.

## Kritike
Vesna Marinčič je napisala, da je ta zapoznela ekranizacija medvedja usluga Klopčiču, Kocbeku in Hiengu ter dejanje z zamudo, saj premagovati strah, ki ga ni več, ni pogum. Pri svoji kritiki se je navdihovala pri negativnih ocenah Kocbekovega Strahu in poguma ter gledališke priredbe Janeza Pipana za SMG iz leta 1984. Po njenem mnenju bi film v trenutnem času in prostoru ter z dolgotrajnim bremenom enodušne ideologije, tudi če bi bila literarna predloga mojstrovina, med ljudmi uspel le z režiserjem s formanovskimi oz. amadeusovskimi ambicijami, saj tak, kot je, ni dober, ni povedal nič novega, ničemur ne služi ter ne ustreza duhu časa in okolja. Na koncu je pripomnila, da v letu 1990 ničemur ne bi služil tudi obljubljeni, a nikoli predvajani dokumentarec o zborovanju JBTZ na Trgu revolucije, razen če bi ga opremili z dobrim in aktualnim spremnim besedilom.

## Zasedba
- Mirjam Korbar
- Igor Samobor
- Alojz Svete
- Matjaž Tribušon

## Ekipa
- fotografija: Žaro Tušar
- glasba: Urban Koder
- montaža: Andreja Bolka
- scenografija: Andrej Stražišar